# آب‌انبار شیر نصرت‌آباد
آب‌انبار شیر نصرت آباد مربوط به دوره قاجار است و در شهرستان یزد، روستای نصرت آباد واقع شده و این اثر در تاریخ ۷ مهر ۱۳۸۱ با شمارهٔ ثبت ۶۳۱۹ به‌عنوان یکی از آثار ملی ایران به ثبت رسیده است.